# سیارک ۲۷۹۸۴
سیارک ۲۷۹۸۴ (به انگلیسی: 27984 Herminefranz، نامگذاری:1997VN) بیست و هفت هزار و نهصد و هشتاد و چهارمین سیارک کشف شده‌است که در ۱ نوامبر ۱۹۹۷ کشف شد.